# Бруклінсько-Будапештський вазописець

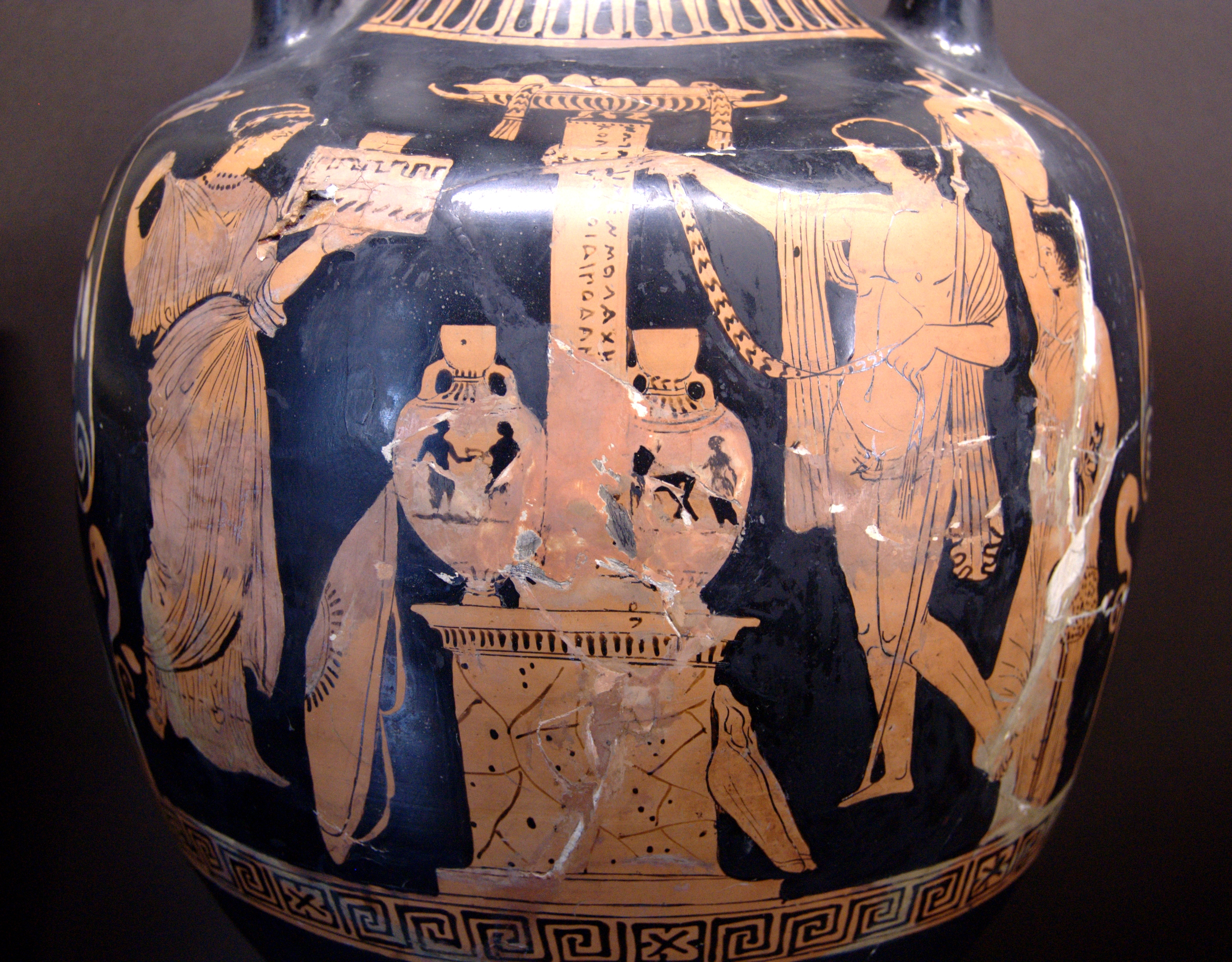
Псевдо-панафінейська амфора: Героїчний культ Едіпа, Бруклінсько-Будапештський вазописець, Лувр

Бруклінсько-Будапештський вазописець (англ. Brooklyn-Budapest Painter, нім. Brooklyn-Budapest-Maler) — анонімний давньогрецький вазописець середини IV століття до н. е.
На ранньому етапі творчої спадщини іменувався Вазописцем Лондонської пеліки. Раніше вважався апулійським вазописцем, нині більшість дослідників схиляються до того, що Бруклінсько-Будапештський вазописець творив у Луканії.

## Основні роботи
- апулійська псевдо-панафінейська амфора із зображенням сцени героїчного культу Едіпа, датована 380–370 роками до н. е. з Луканії. Нині зберігається в Луврі (K531)[2].
- ваза із зображенням Діоніса та його тіасоса, датована 380–360 до н. е, Британський музей, Лондон[3].
- ваза Божевілля Лікурга, датована 400–375 до н. е., Національний музей, Неаполь[4].
- несторида Орест з двома ериніями, датована 380–360 до н. е., Національний музей, Неаполь[5]